# Шарлотта Грей (фильм)
«Шарло́тта Грей» (англ. Charlotte Gray) — полнометражная картина 2001 года режиссёра Джиллиан Армстронг, снятая по одноимённому роману Себастьяна Фолкса. Действие фильма происходит в вишистской Франции во время Второй мировой войны. Главные роли исполнили Кейт Бланшетт, Билли Крудап, Майкл Гэмбон и Руперт Пенри-Джонс.
История основана на описании подвигов женских агентов управления специальных операций, работавших с французским сопротивлением во время оккупации (образ Шарлотты Грей явился собирательным, объединив в себе черты личности Перл Корниоли, Нэнси Уэйк, Одетт Сэнсом и Виолетты Жабо).

## Сюжет
В 1942 году молодая шотландка, приехав в Лондон, нашла работу на Харли-стрит в приемной доктора. Она знакомится с лётчиком Питером Грегори.
Питер отправился на войну во Францию. От него нет никаких известий, кроме того, что его самолет был сбит. Шарлотта превосходно знает французский язык и решает работать на английскую разведку в оккупированной Франции, чтобы найти пропавшего возлюбленного. Она проникает во Францию под именем Доминик и должна передать детали радиоприемника связной. Она встречается с ней в кафе. Как только она передала их, ее арестовывают жандармы. Доминик связывается с Жюльеном (её куратором во Франции), и он поручает жить вместе со своим отцом и заботиться о двух маленьких еврейских детях. Она вошла в партизанский отряд, и её первое дело — подрыв поезда с танками. В их городок входят немцы. Народ наблюдает за ними. Жюльен стоит на площади и выкрикивает имена погибших товарищей. Доминик понимает, что он сейчас погибнет и, чтобы спасти, целует его. Их партизанская группа должна встречать очередной отряд парашютистов, но Жюльен опаздывает, так как назначил свидание Доминик. Когда он приходит, то может только наблюдать, как немцы расстреливают его товарищей. Доминик в это время встречается со своим связным. Он рассказывает, что её летчик погиб. Жюльен решает, что Доминик выдала его группу немцам и угрожает ей пистолетом. Отец Жюльена спасает Доминик. Позже в поместье приходят немцы и забирают отца Жюльена из-за того, что он — еврей. Жюльен уезжает с товарищами на территорию свободную от немцев. Доминик остается, чтобы попытаться помочь еврейским детям, и чуть не погибает, когда в дом входят жандармы. Позже, она возвращается в Великобританию. Там она встречает летчика, которого любила и считала погибшим. Но сейчас она не испытывает к лётчику тех чувств. При разговоре с ним, она понимает, что любит Жюльена. После войны, Шарлотта возвращается во Францию к Жюльену.
На лицензионном DVD фильм в России выпустила фирма «CP Digital».

## В ролях
| Актёр              | Роль            |
| ------------------ | --------------- |
| Кейт Бланшетт      | Шарлотта Грей   |
| Джеймс Флит        | Ричард Кэннерли |
| Эбигейл Граттенден | Дэйси           |
| Руперт Пенри-Джонс | Питер Грегори   |
| Билли Крудап       | Жюльен Леваде   |
| Майкл Гэмбон       | отец Жюльена    |

Фильм снимался в церкви Святого Антония Saint-Antonin-Noble-Val, и французском департаменте Tarn-et-Garonne, а также в Англии, Шотландии Pinewood Studios.